# Centawa
Centawa (1936–1945: Haldenau) ist ein Ort in der  Landgemeinde Himmelwitz (Jemielnica) im Powiat Strzelecki der Woiwodschaft Opole  in Polen.

## Geschichte

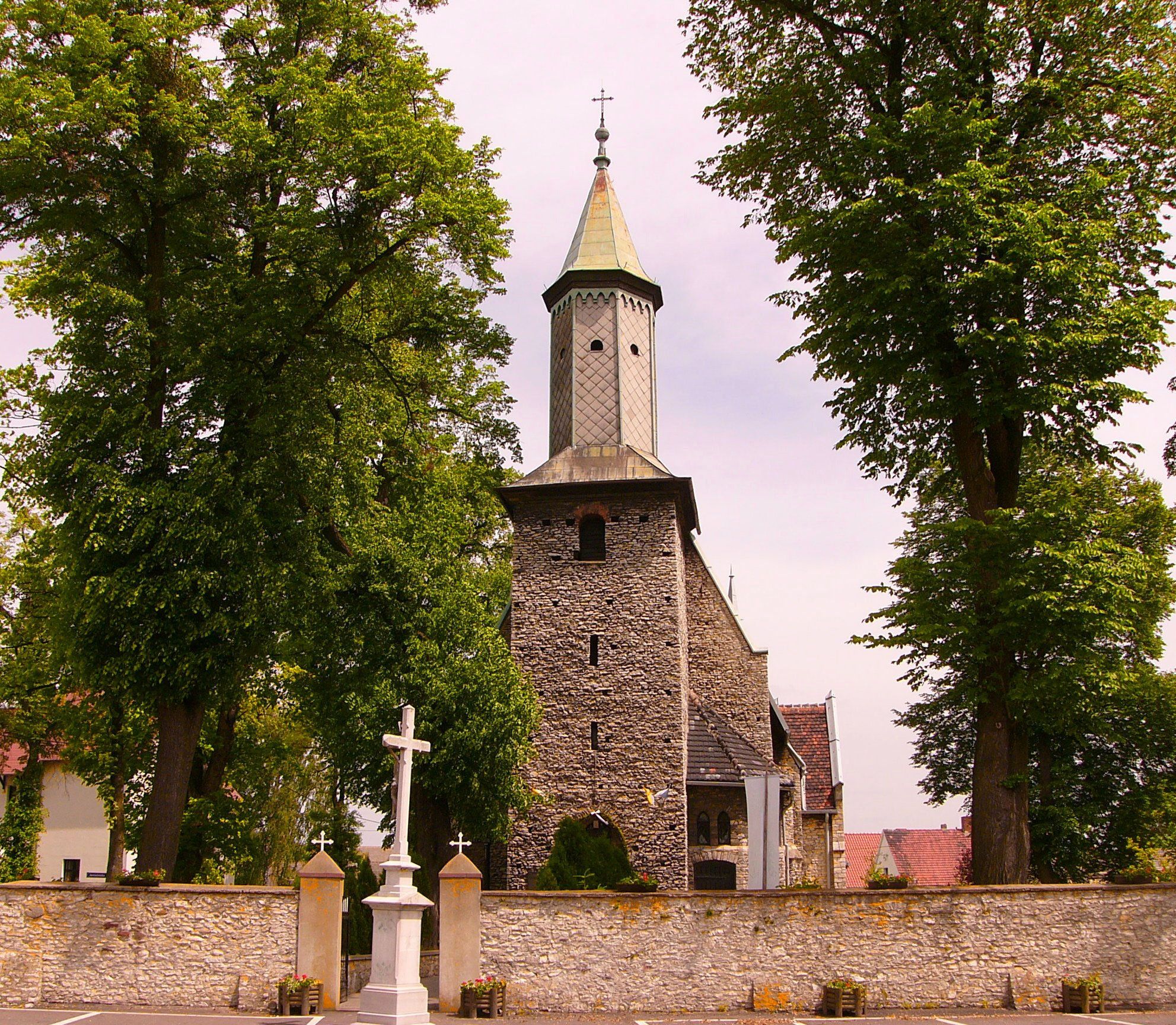
Kirche

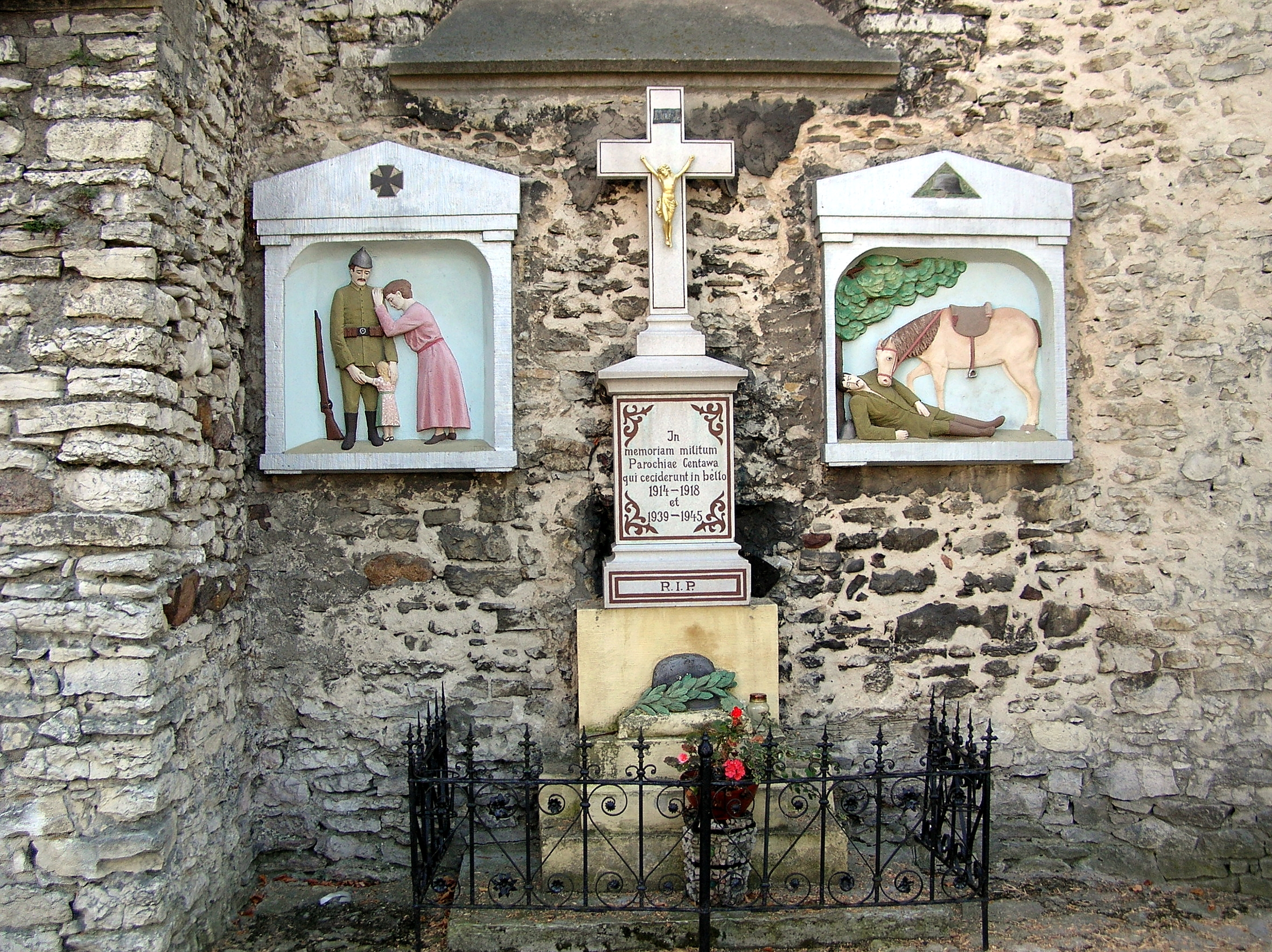
Gefallenendenkmal

Centawa wurde erstmals 1253 urkundlich erwähnt. 1404 wurde der Ortsname Czanto erwähnt, 1407 die Ortsnamen Centhow und Centow.
Die Volkszählung von 1835 erwähnt im Dorf einen Gutshof, eine Bäckerei und eine Schmiede. 1845 gab es in Centawa 60 Gebäude, ein Vorwerk und 382 Einwohner. Davon waren einer evangelisch und drei jüdisch. 1896 lebten in Centawa 477 Einwohner.
Bei der Volksabstimmung am 20. März 1921 stimmten 56 Wahlberechtigte für einen Verbleib bei Deutschland und 212 für Polen. Gleichwohl verblieb Centawa beim Deutschen Reich. Am 21. Juli 1936 wurde der Ort in Haldenau umbenannt.
Seit 1945 gehört der Ort zu Polen und wird wieder mit dem alten Ortsnamen Centawa benannt. 1950 kam der Ort zur Woiwodschaft Oppeln. 1999 zum wiedergegründeten Powiat Strzelecki.

## Sehenswürdigkeiten und Denkmale

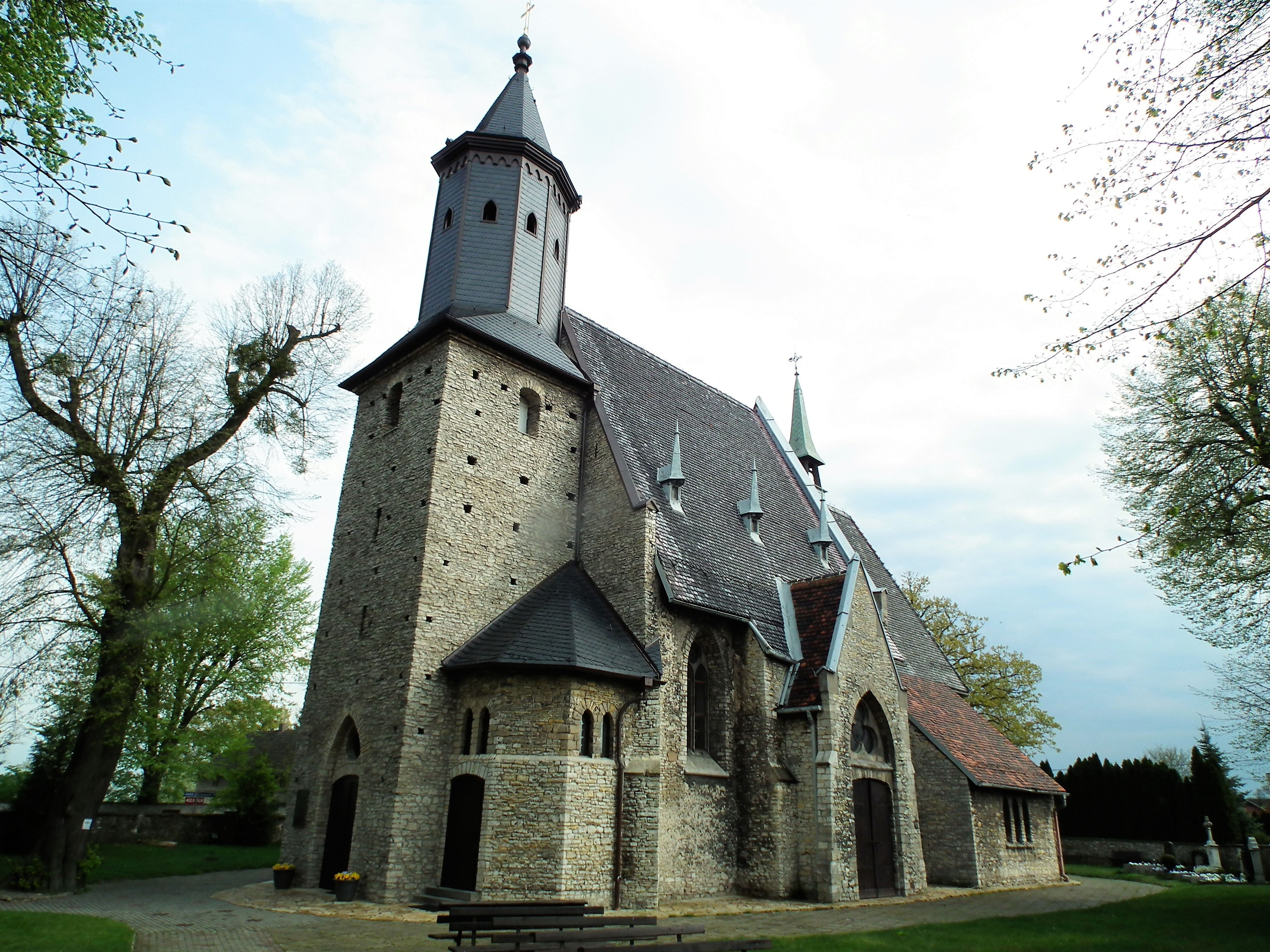

- Die katholische Pfarrkirche St. Maria Geburt (kościół parafialny Najświętszej Panny Marii). Der erste gotische Bau stammt aus dem 15. oder 16. Jahrhundert. 1886 bis 1887 wurde er wieder dieser Stilrichtung angepasst und ein Turm im Westen sowie die Vorhalle im Süden sowie die steilen Satteldächer samt neugotischer Dachgauben und Dachreiter hinzugefügt. Der Innenraum wurde 1950 renoviert. Im Innenraum gibt es eine Kassettendecke mit Renaissance-Malereien, sie wurde 1887 und um 1930 restauriert. Dort befindet sich auch eine Stiftungsinschrift von Magdalena Centawsky sowie ein Wappen der Familie von Kotulinski sowie die Jahreszahl 1586. Es gibt noch spätbarocke Figuren der Heiligen Petrus und Paulus sowie einen hölzernen auf Pfosten ruhenden Musikchor.[2]

- Das Gefallenendenkmal erinnert mit einer lateinischen Inschrift an die Opfer der beiden Weltkriege.

## Persönlichkeiten
- Bernhard Ignatius Sarnes (1936–1964), deutscher römisch-katholischer Ordensmann, Missionar und Märtyrer

## Wappen

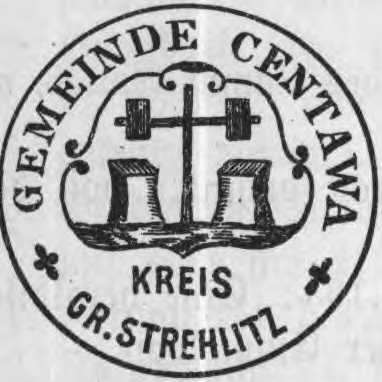
Altes Siegel der Gemeinde

Alte Siegel und Stempel des Ortes zeigen ein Hammerwerk. Es weist auf den einstigen industriellen Charakter des Ortes hin, einst befanden sich im Ort Hüttenwerke.